# Espanha nos Jogos Olímpicos de Verão da Juventude de 2014
Espanha participou dos Jogos Olímpicos de Verão da Juventude de 2014, realizados em Nanquim, na República Popular da China.O Responsável da equipe olímpica será o Comitê Olímpico Espanhol (COE), assim como as federações esportivas nacionais de cada deporte com participação.